# Glacier Descartes
Pour les articles homonymes, voir Descartes (homonymie).
Le glacier Descartes est un glacier secondaire, rattaché au glacier Cook, situé sur la Grande Terre des îles Kerguelen dans les Terres australes et antarctiques françaises (TAAF).

## Toponymie
Le nom du glacier a été donné en 1908 et 1914 par Raymond Rallier du Baty, lors de ses explorations de l'archipel, en hommage au mathématicien et philosophe René Descartes, comme pour de nombreux scientifiques dont les noms ont été attribués aux glaciers associés à la calotte Cook.

## Géographie
Le glacier Descartes est un glacier émissaire situé au sud-ouest du glacier Cook auquel il est rattaché. Long de 2,8 km, exposé au sud-ouest, son épanchement alimente le lac Descartes – situé sur la presqu'île des Lacs et résultant du recul du front glaciaire –, dont l'émissaire est la rivière Descartes qui se jette dans l'océan Indien sur la côte occidentale des Kerguelen dans la baie du Melissas (subdivision de la baie Bretonne) au niveau de la plage des Lions Marins.